# José van Dam
José van Dam, belgijski operni basbaritonist, * 25. avgust 1940, Bruselj.
Van Dam je znan kot interpret del iz 18. in 19. stoletja, predvsem Johanna Sebastiana Bacha.